# 阿德米尔·达吉亚
阿德米尔·达吉亚 (葡萄牙語：Ademir da Guia，1942年4月3日—)是一位已退役的巴西职业足球运动员，1960年代和1970年代，他在巴西的彭美拉斯體育會中效力，場上位置是組織核心。

## 家族

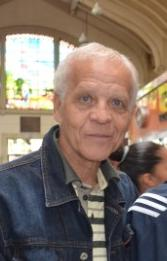
阿德米尔·达吉亚，攝於2012年

阿德米尔·达吉亚出生在巴西里约热内卢。他的父亲多明戈斯·达吉亚也是一名巴西職業足球運動員兼国家队成员，曾代表巴西隊参加1938年國際足協世界盃。他的叔叔Ladislau da Guia也是一名巴西職業足球運動員，曾經在班古足球俱乐部中效力。Ladislau da Guia凭借自己的215个进球成为班古足球俱乐部的隊史最佳射手。

## 足球生涯
达吉亚在是彭美拉斯體育會出场次数最多的球員以及隊史第三射手,五次奪得巴西聖保羅州聯賽和巴西足球甲級聯賽冠軍。
达吉亚一共為巴西國家隊出場過9次，分別是1965年的6场比賽和1974年的3场比赛。达吉亚為國家隊出場的最著名的一場比賽是1974年國際足協世界盃上巴西對陣波蘭的三四名決賽。 由於巴西球星罗伯托·里维利诺的出色發揮，導致达吉亚難以成為巴西國家隊的核心球員。
1977年9月18日，达吉亚在圣保罗莫伦比体育场參加了他職業生涯中最後一場比賽。在那場巴西聖保羅州聯賽比賽中，达吉亚所在的彭美拉斯體育會最終以2-0擊敗哥連泰斯保利斯塔體育會。

## 政治生涯
达吉亚在退役後投身政治。2005年至2008年，达吉亚以巴西共产党黨員的身份担任圣保罗市议员。后来达吉亚又加入自由黨。

## 榮譽
- 巴西足球甲級聯賽: 1967(1967 Taça Brasil)、1967(1967 Torneio Roberto Gomes Pedrosa)、1969、1972和1973
- 巴西聖保羅州聯賽: 1963、1966、1972、1974和1976.
- Rio-São Paulo Tournament（英语：Rio-São Paulo Tournament）: 1965
- IV Centenary of the City of Rio de Janeiro Tournament: 1965
- Ramón de Carranza Trophy（英语：Ramón de Carranza Trophy） (西班牙): 1969、1974和1975.
- Laudo Natel Tournament: 1972
- Mar del Plata Tournament (阿根廷): 1972